# Июльский путч
Июльский путч — неудавшаяся попытка государственного переворота, осуществлённая австрийскими нацистами против австрофашистского режима в период с 25 по 30 июля 1934 года.

## Предпосылки
Ещё до своего прихода к власти в Германии, Гитлер неоднократно утверждал, что его родная Австрия, как один из немецких осколков «Первого Рейха» должна быть в составе «Новой Великой Германии». В 1918 году в стране была образована Немецкая национал-социалистическая рабочая партия (ДНСАП) под руководством Вальтера Риля, не имевшая прямого отношения к Гитлеру. В 1920-е годы в Австрии были открыты представительства немецкой НСДАП и СС, которые начали вести активную пропагандистскую работу среди австрийцев о единении двух германских народов и завлекать в свои ряды. Большинство членов ДНСАП к началу 1930-х стали сторонниками НСДАП Гитлера.  
Однако в Австрии были противники "германизации" страны. В первую очередь это были местные австрийские националистические движения, идеология которых сформировалась в корпоративный фашизм по-итальянскому образцу, но с клерикальным уклоном. Фактически это движение, лидером которого стал Энгельберт Дольфус было создано на базе правой Христианско-социальной партии Австрии преобразованной в 1933 году в Отечественный фронт. Придя в 1932 году законным путём к власти и став Канцлером Австрии, Дольфус начал реформы, направленные на ликвидацию парламентской республики, установления однопартийной системы, федерализацию страны. Поддержка и сближение с Муссолини, позволили ускорить этот процесс и уже к весне 1934 года объявить Федеральное государство Австрия с новой Конституцией. Такие шаги не могли устраивать Берлин, где уже в январе-марте 1933 года пришли к власти нацисты и Гитлер. Одна из целей Гитлера была "быстрая победа на Австрийском фронте", чтобы ещё больше поднять свой авторитет внутри страны и прирасти "исконно германскими землями". Нацисты, выжидали удобного момента, поэтому не приняли участие в короткой гражданской войне в Австрии февраля 1934 года, когда войска и Хеймвер подавили вооруженное сопротивление австрийских левых, недовольных политикой Дольфуса и своим положением.

## История
Всего через несколько месяцев после гражданской войны в Австрии австрийские нацисты из местных отрядов СС атаковали канцелярию в Вене чтобы свергнуть правительство Отечественного фронта Энгельберта Дольфуса для его замены пронацистским правительством под руководством Антона Ринтелена. 
25 июля 1934 года 154 эсэсовца, переодетых в австрийскую военную форму, ворвались в здание правительства. Некоторые члены правительства были арестованы, Дольфус попытался бежать, но был ранен в шею. Нацисты также захватили венскую радиостанцию и объявили об отставке Дольфуса. Однако Дольфус отказался добровольно передать власть Ринтелену и умер от потери крови. 
Немецкое вторжение в Австрию в поддержку путча были предотвращено благодаря гарантиям независимости и дипломатической поддержке, которые Австрия получала от фашистской Италии. Бенито Муссолини, на которого ориентировался Дольфус, узнав о путче, отправил на границу с Австрией три итальянские дивизии. 
Сторонники Дольфуса арестовали путчистов в Вене. Однако нацисты также начали мятежи в Каринтии, Штирии, Верхней Австрии, Тироле, Зальцбурге. Их удалось подавить лишь к 30 июля. 
Со стороны правительственных сил по всей стране погибло 107 человек, также погибло 140 мятежников. 13 участников путча были казнены, около 4000 нацистов были заключены в концлагеря, многие бежали из Австрии.

## Итог и последствия
Нацистский путч в конечном итоге потерпел неудачу, поскольку большинство населения и армия остались верными правительству. Нацистам удалось убить канцлера Дольфуса, но его сменил Курт Шушниг, и австрофашистский режим остался у власти, к тому же Гитлер не хотел осложнения отношений с Италией. Однако влияние немецких нацистов на Австрию после небольшого перерыва продолжились. Были созданы так называемые Ландеслейтеры. Главным эмиссаром Гитлера по Австрии стал Теодор Хабихт. К 1936 году давление на австрийское правительство усиливалось, что в итогу привело к Аншлюсу Австрии в 1938 году.